# Laurel Hell
Laurel Hell è il sesto album della musicista indie rock nipponico-statunitense Mitski, pubblicato nel 2022.
| Recensione    | Giudizio |
| ------------- | -------- |
| AllMusic      | [ 4 ]    |
| The A.V. Club | B-       |
| Exclaim!      | 9/10     |
| NME           | [ 7 ]    |
| Pitchfork     | 7.8/10   |
| Rolling Stone | [ 8 ]    |

## Tracce
Testi e musiche di Mitski.
1. Valentine, Texas – 2:35
2. Working for the Knife – 2:38
3. Stay Soft – 3:16
4. Everyone – 3:47
5. Heat Lightning – 2:51
6. The Only Heartbreaker (Mitski, Dan Wilson) – 3:04
7. Love Me More – 3:32
8. There's Nothing Left Here for You – 2:52
9. Should've Been Me – 3:11
10. I Guess – 2:15
11. That's Our Lamp – 2:24

## Classifiche
| Classifica (2022) | Posizione massima |
| ----------------- | ----------------- |
| Australia         | 7                 |
| Austria           | 47                |
| Belgio (Fiandre)  | 30                |
| Belgio (Vallonia) | 108               |
| Canada            | 36                |
| Finlandia         | 15                |
| Francia           | 173               |
| Germania          | 28                |
| Irlanda           | 7                 |
| Lituania          | 37                |
| Nuova Zelanda     | 14                |
| Paesi Bassi       | 51                |
| Portogallo        | 23                |
| Regno Unito       | 6                 |
| Spagna            | 41                |
| Stati Uniti       | 5                 |
| Svizzera          | 91                |